# Muzeum krásných umění
Muzeum krásných umění (maďarsky Szépművészeti Múzeum) je maďarské muzeum výtvarných umění v Budapešti na Hősök tere. Naproti muzeu se nachází Palác umění - Műcsarnok.
Ve sbírkách muzea je více než sto tisíc zahraničních uměleckých děl, zejména obrazů, plastik a grafiky. Kolekce je rozdělena do šesti tematických okruhů: egyptské umění; umění starověku; staré sochy, staří mistři, kolekce moderního umění a kolekce grafik.
Budova, ve které sídlí muzeum, je dílem Alberta Schickedanze a Fülöpa Herzoga. Byla vybudována v eklektickém neoklasicistním stylu v letech 1900 až 1906. V roce 2006 oslavilo muzeum sté výročí, do konce roku 2018 však bylo pro rekonstrukci zavřeno. Asi 50 děl z jeho sbírek bylo prozatímně vystaveno v Maďarské národní galerii na hradě Budíně.

## Dějiny

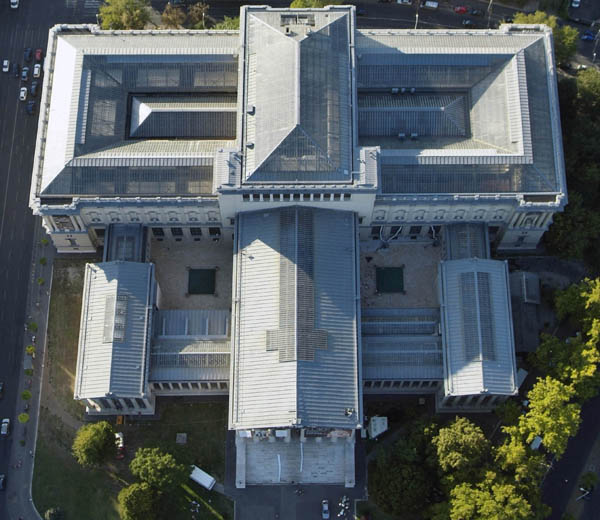
Pohled z letadla

Příprava stavby byla zahájena v roce 1896, v roce tisíciletého výročí příchodu Maďarů do vlasti. Hlavní město věnovalo parcelu a v roce 1898 byl vypsán konkurz na návrh budovy. Z devíti projektů byla práce zadána dvojici Albert Schickedanz a Fülöp Ferenc Herzog. Stavební práce trvaly od roku 1900 až do roku 1906, nejprve vyrostlo neorenesanční křídlo galerie, po ní byla vystavěna klasicistní část. Jeho slavnostního vysvěcení 1. prosince 1906 se zúčastnil i tehdejší císař František Josef I., pro veřejnost bylo muzeum otevřeno od 5. prosince. Nově otevřená budova umožnila soustředit výtvarná díla, do té doby rozptýlená v různých sbírkách.
Na konci druhé světové války byly nejcennější památky odvezeny na Západ a budova muzea utrpěla značné škody. V letech 1945-1947 se však podařilo většinu památek získat zpět, po jejich restaurování a po rekonstrukci budovy se znovu otevřely stálé výstavy Staré galerie a Nové maďarské obrazárny a pak krok po kroku se obnovily i ostatní sbírky. Kvůli neustále se rozšiřující kolekci maďarského umění bylo třeba jeho sbírku přemístit do samostatné budovy. Maďarské památky převzala Maďarská národní galerie na Budínském hradě, kdežto úkolem Muzea umění se stalo od roku 1957 prezentovat mezinárodní umění.

## Ze sbírek muzea

Český malíř (?), Svatá Markéta, kolem 1410
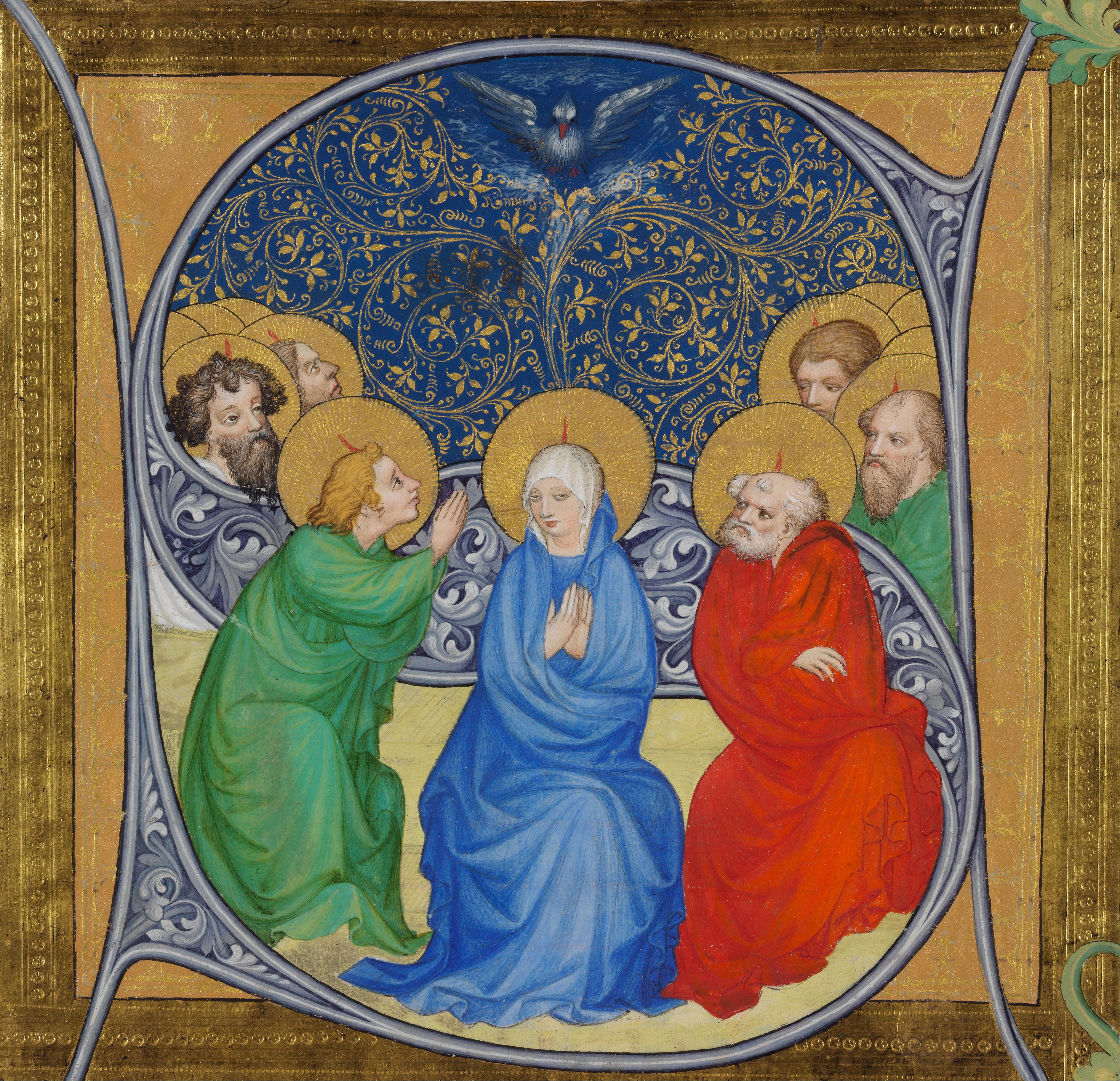
Český mistr, Seslání Ducha svatého, 1413
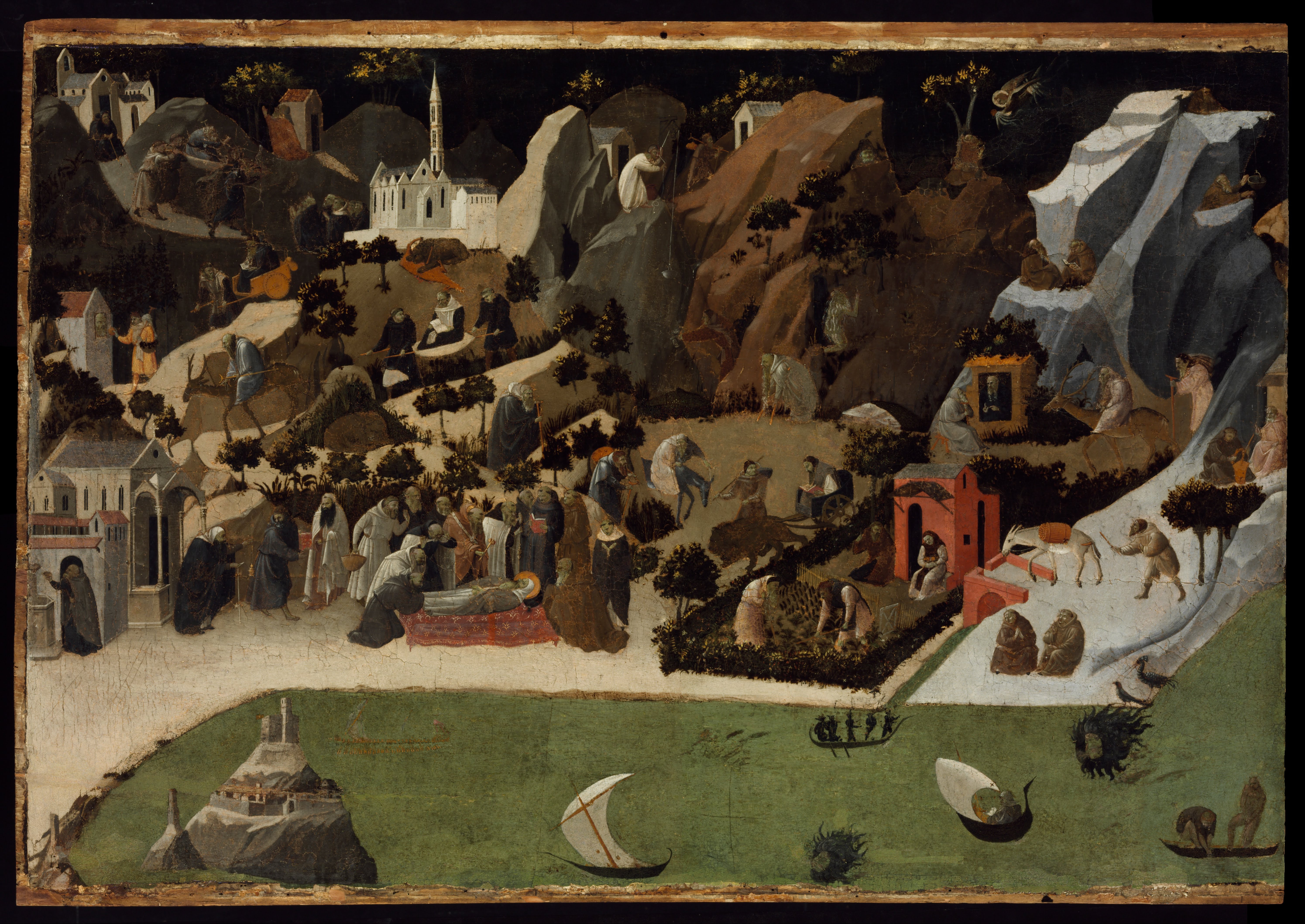
Fra Angelico, Ze života poustevníků v Thebaidě, 1420
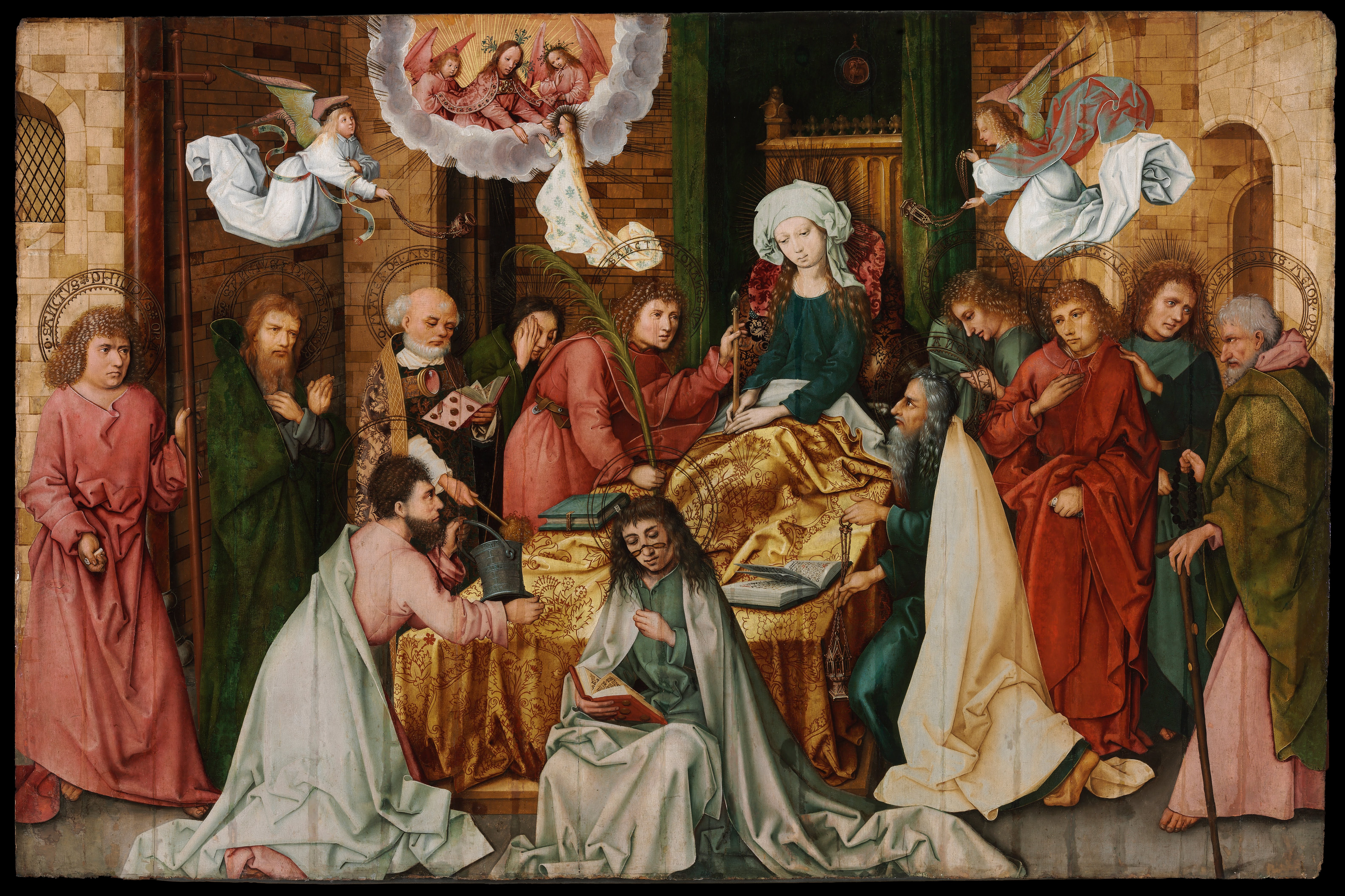
Hans Holbein starší, Smrt Panny Marie, 1492
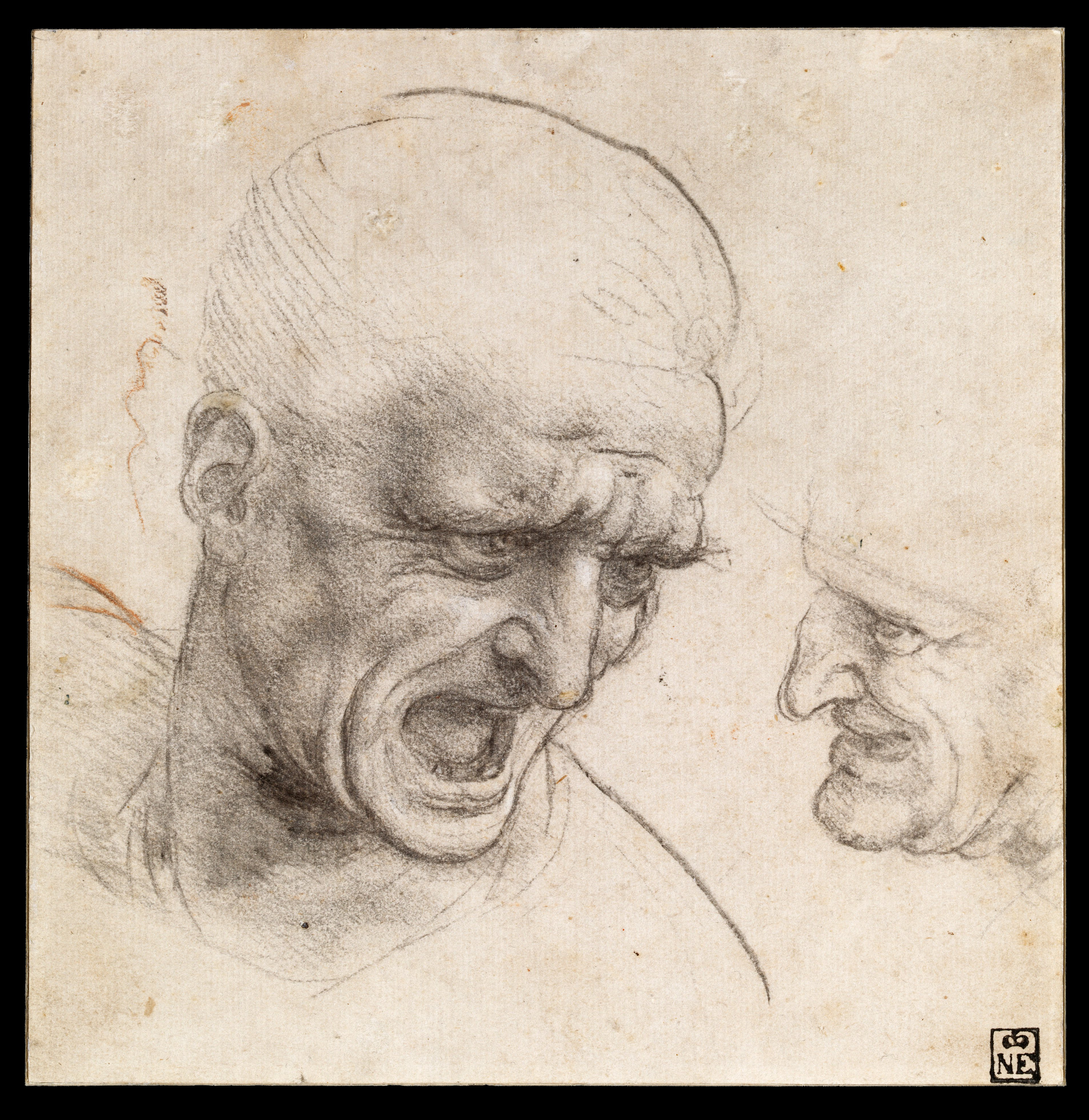
Leonardo da Vinci, Studie válečníků, 1505
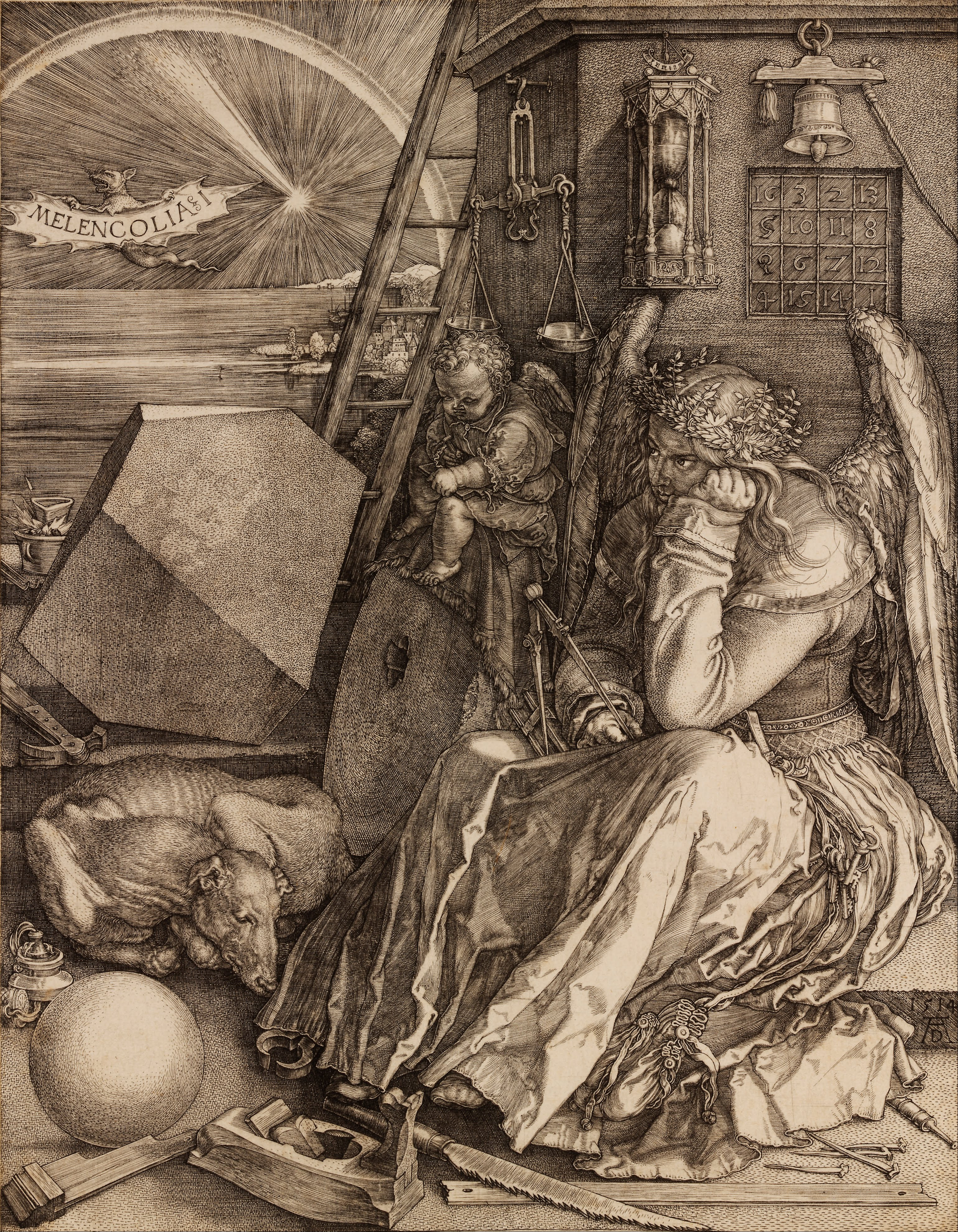
Albrecht Dürer, Melancolia I. 1514
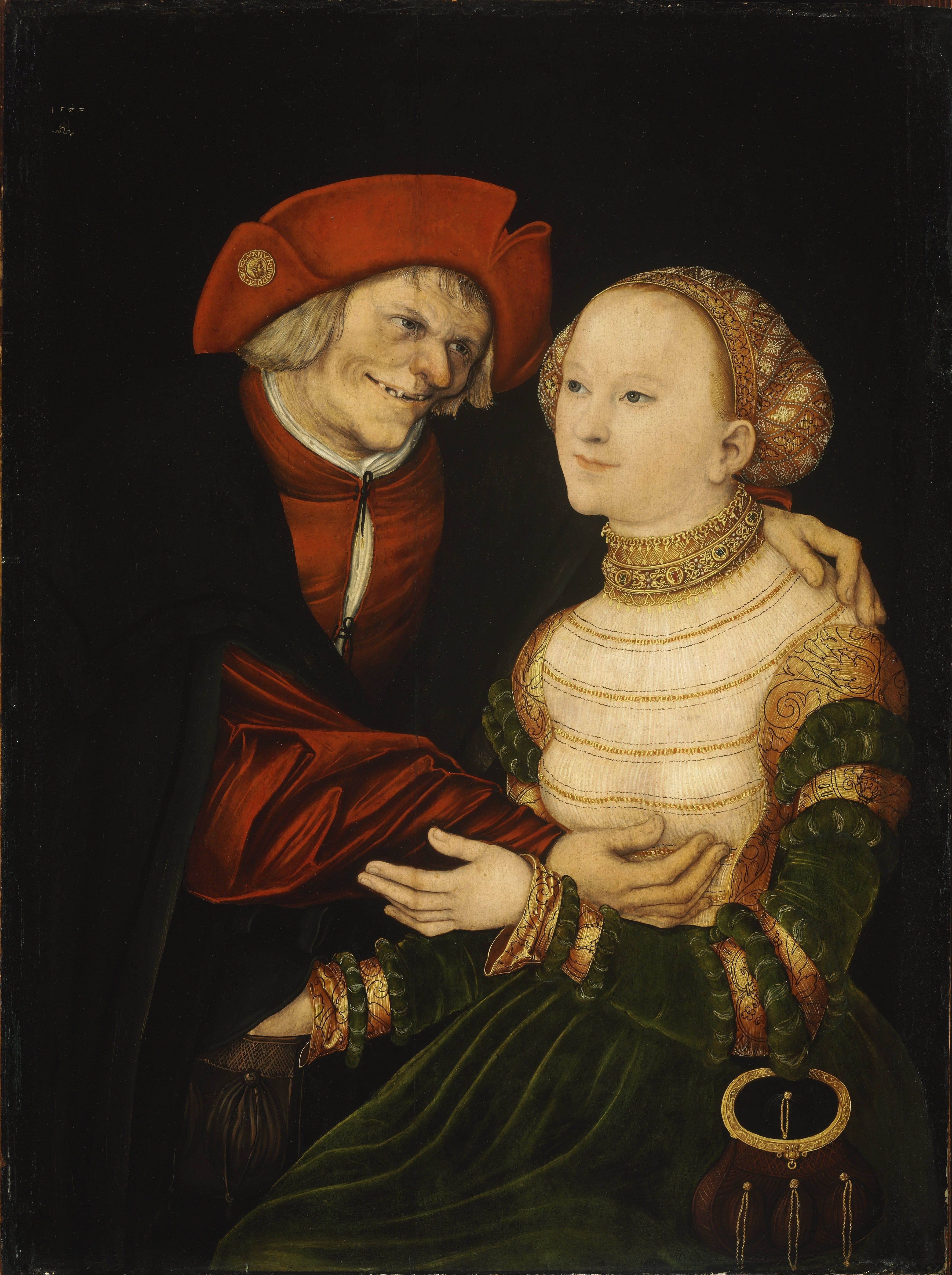
Lucas Cranach, Nerovný pár, 1522
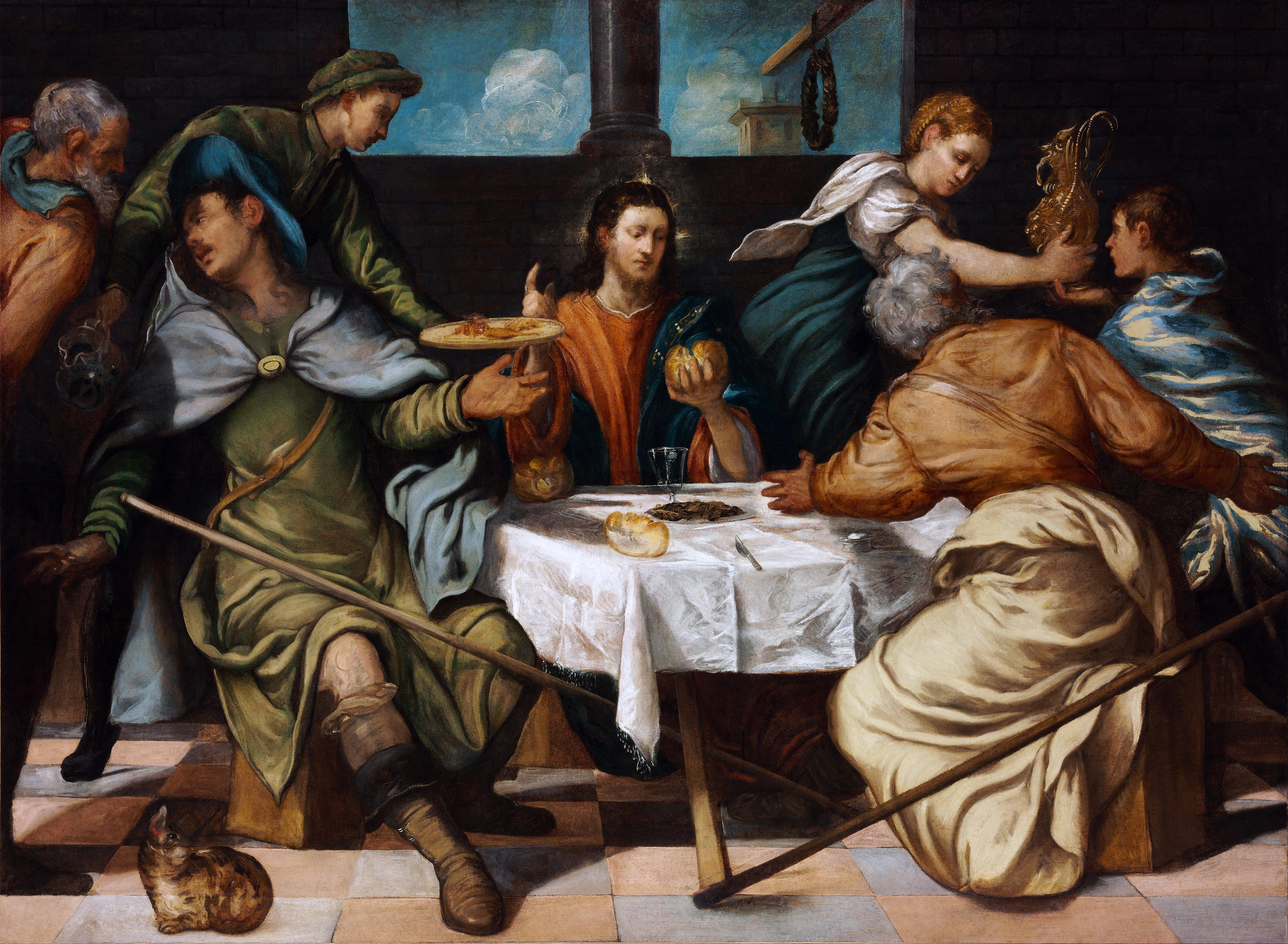
Tintoretto, Večeře v Emauzích, 1543
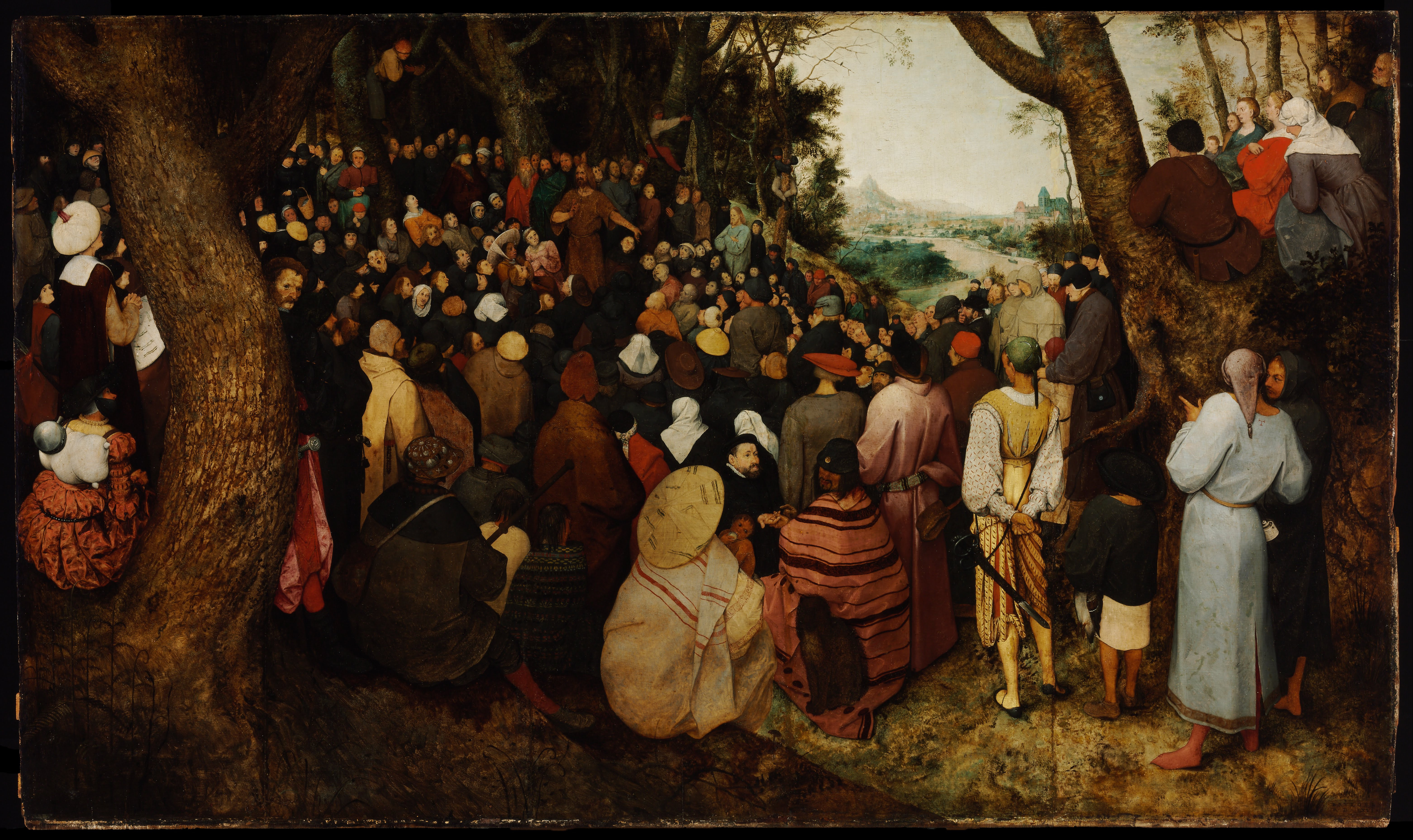
Pieter Bruegel starší, Kázání Jana Křtitele, 1566
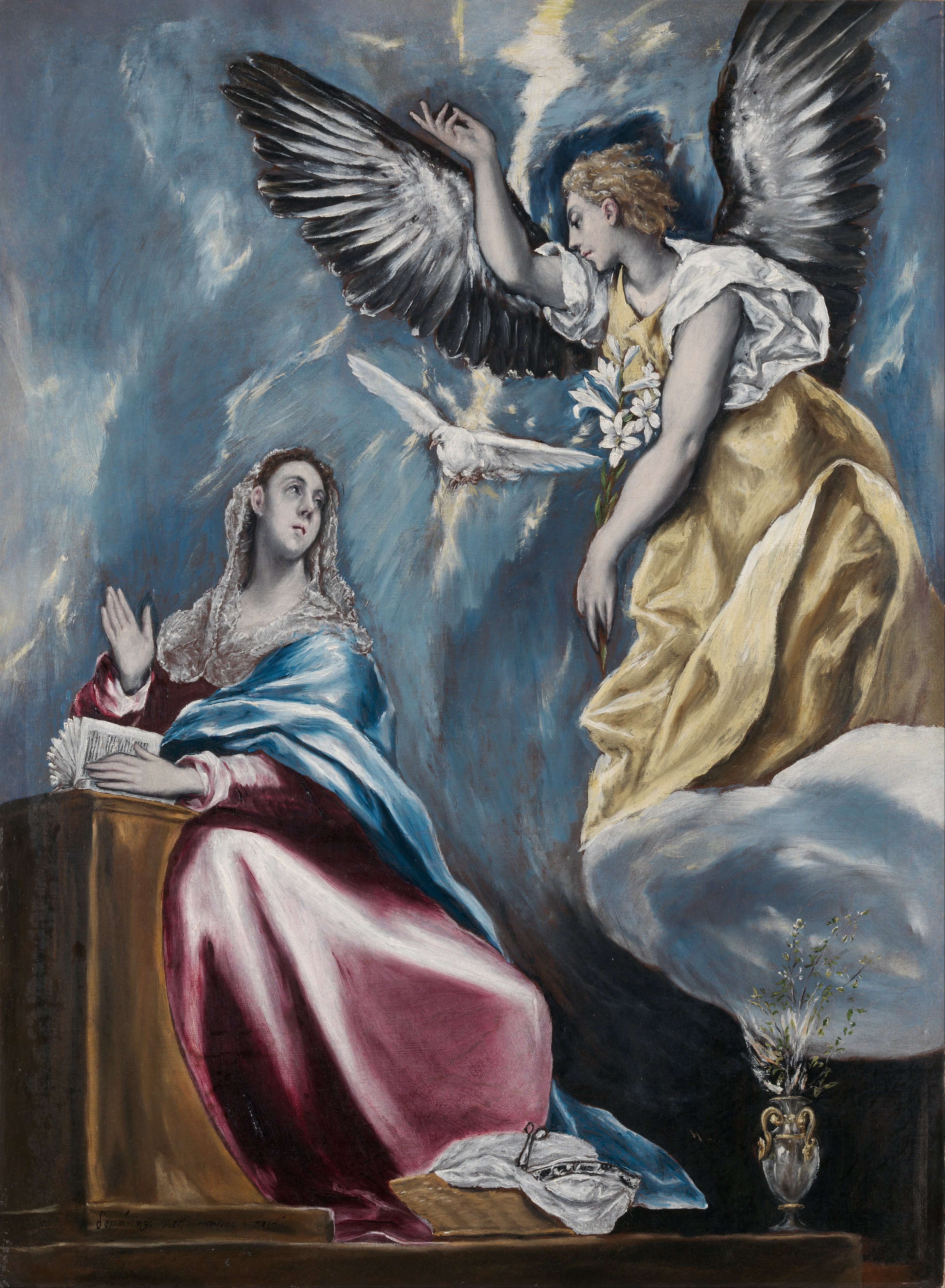
El Greco, Zvěstování, 1595-1600
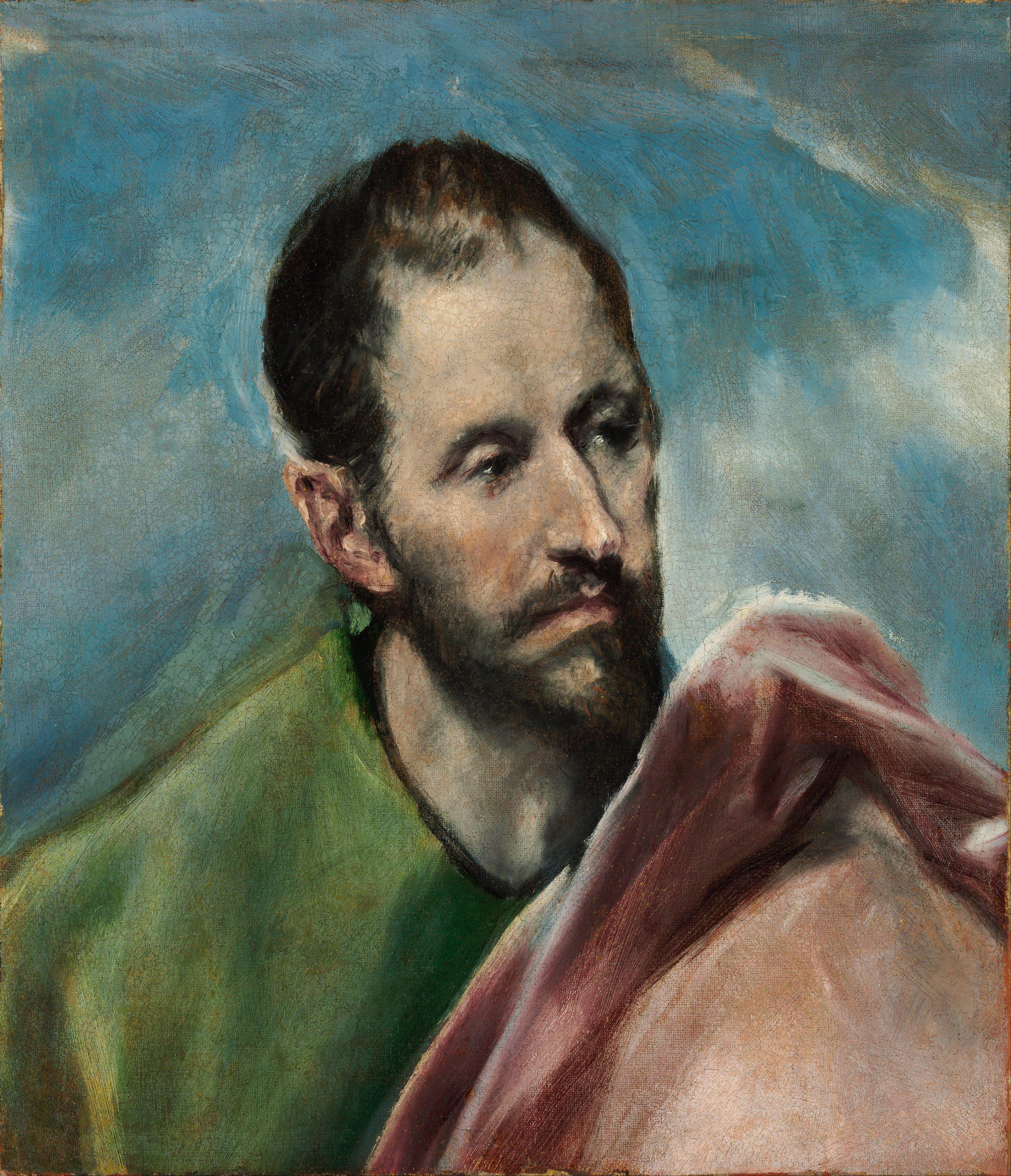
El Greco, Svatý Jakub menší, 1600
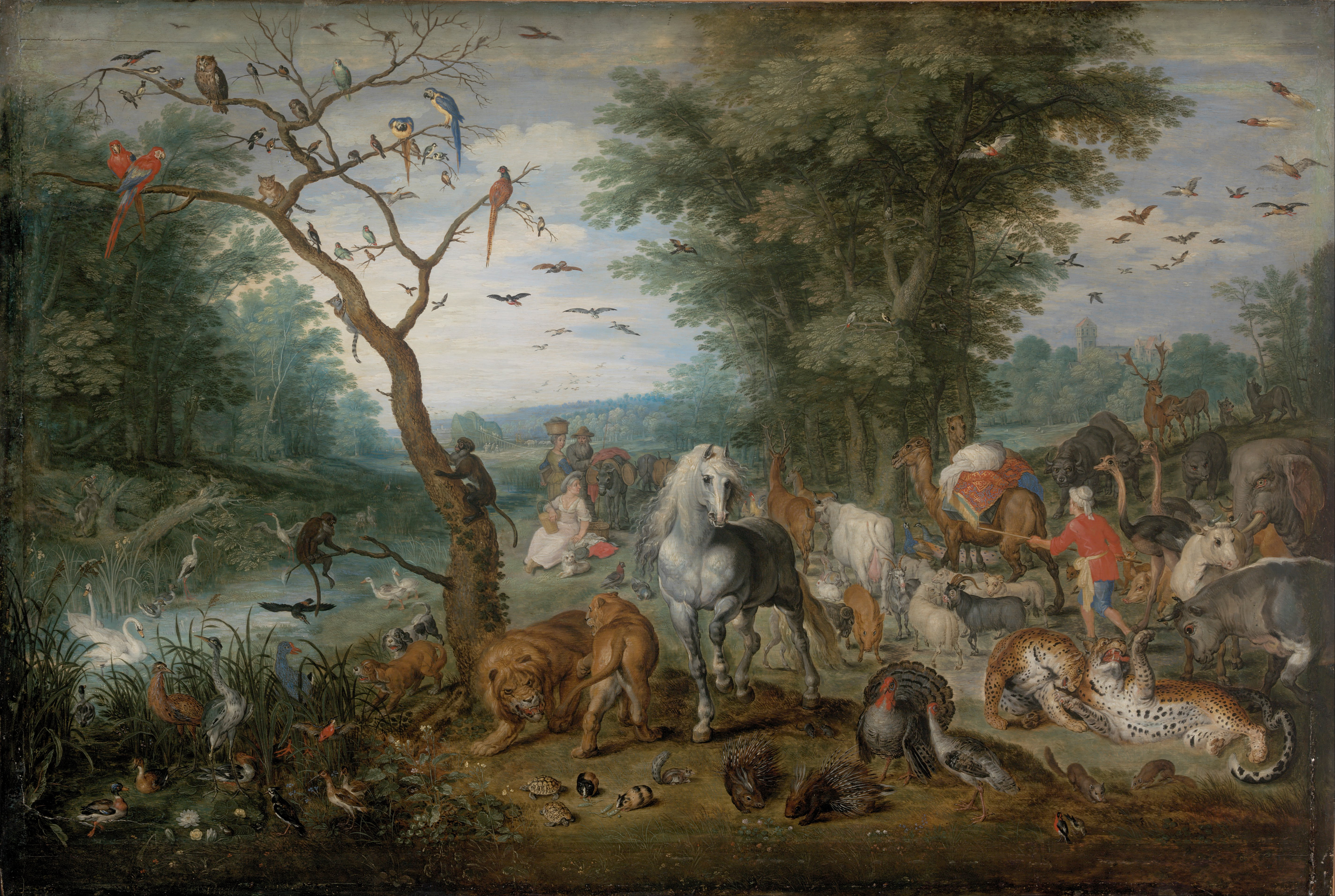
Jan Breughel, Rajská krajina, 1615
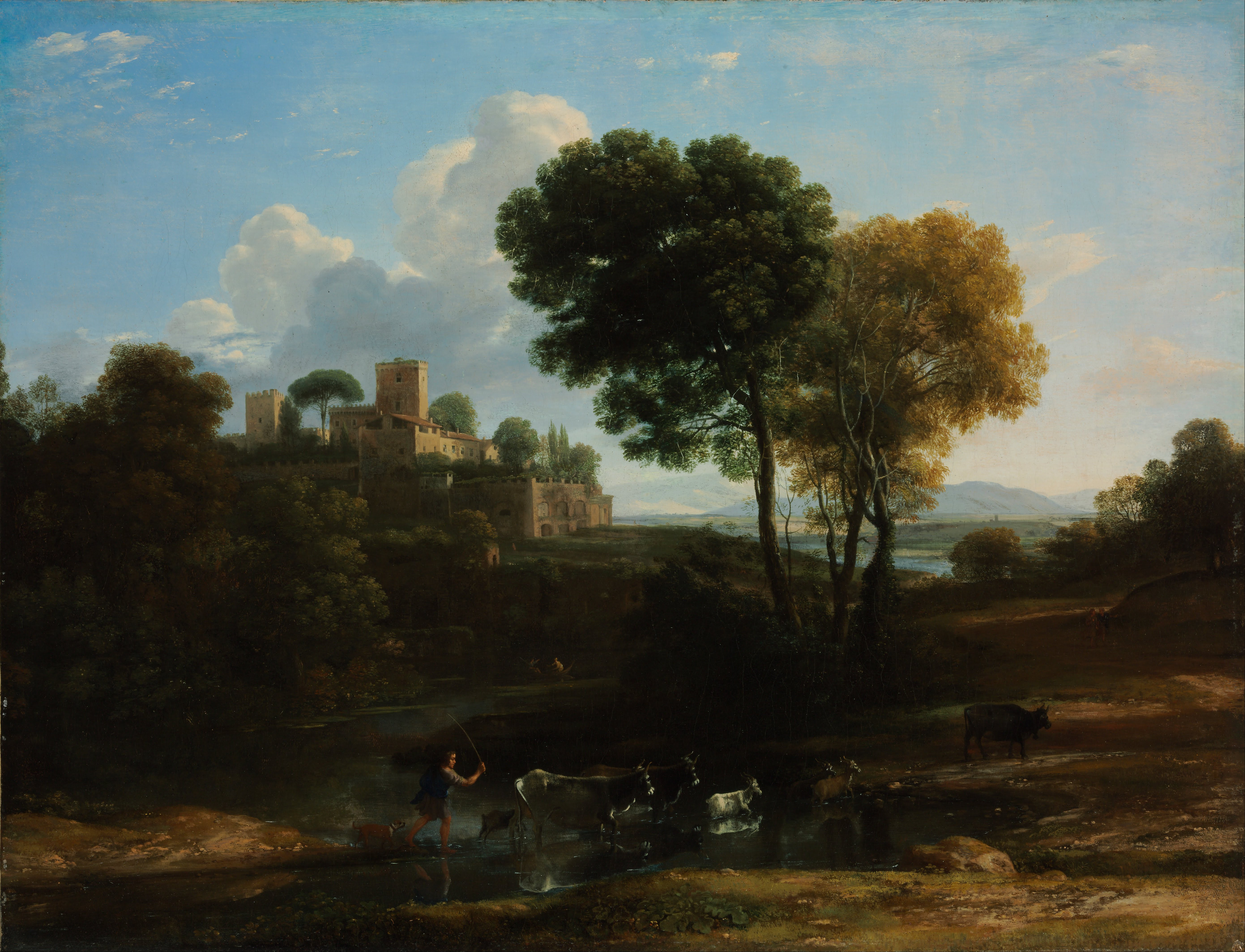
Claude Lorrain, Vila v Kampánii, 1647
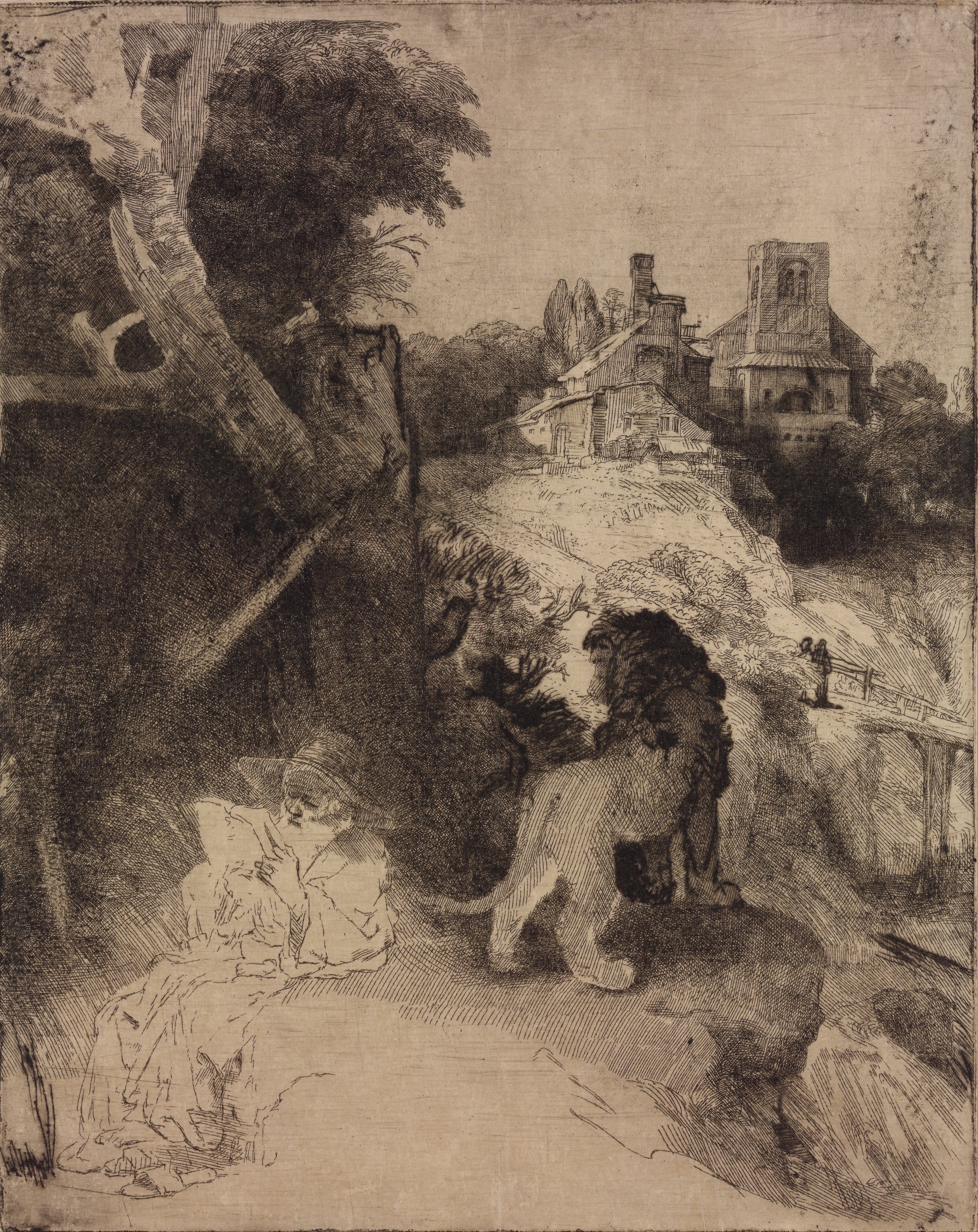
Rembrandt, Svatý Jeroným v italské krajině, 1654
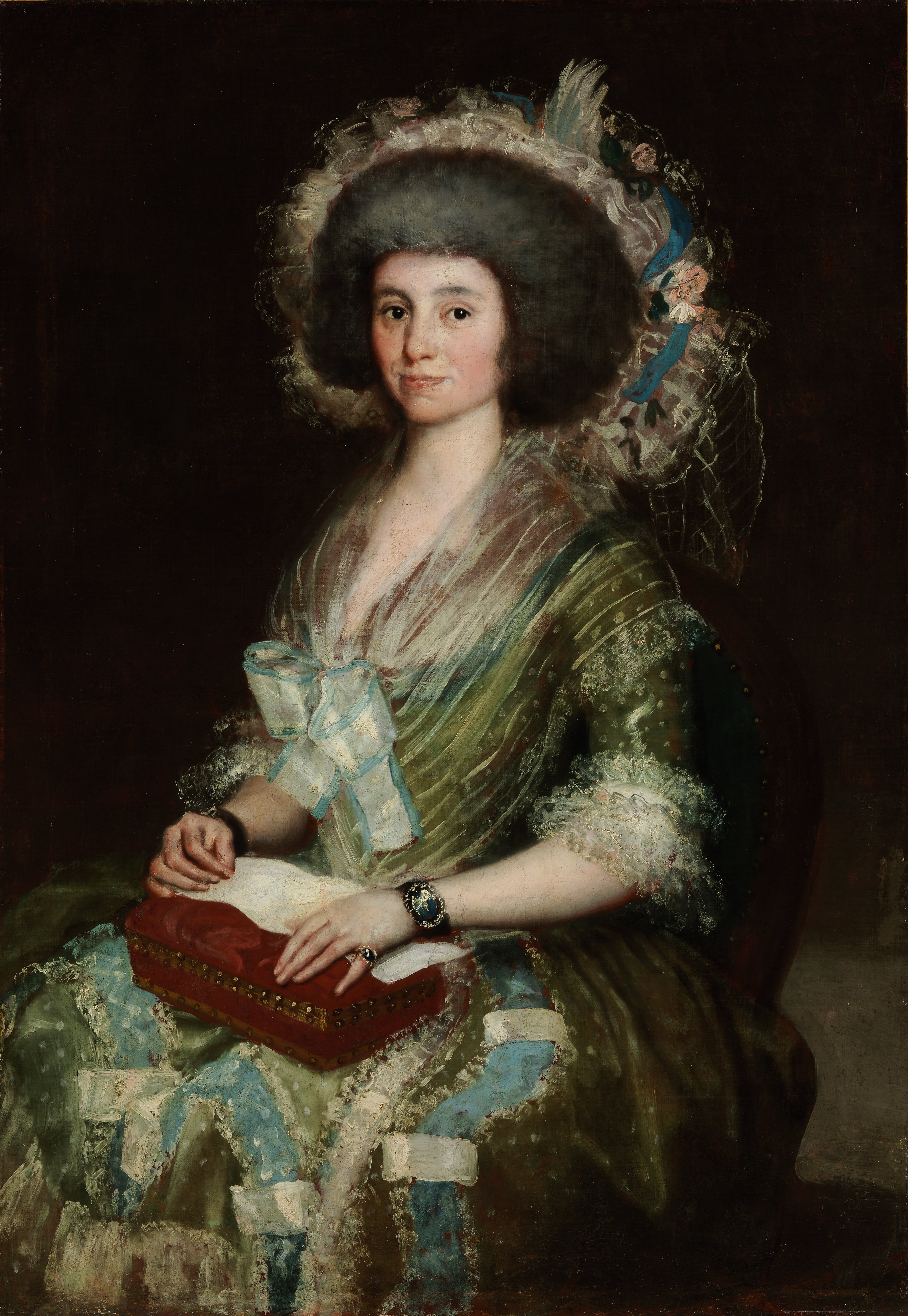
Francisco Goya, Portrét paní Bermudez, 1795
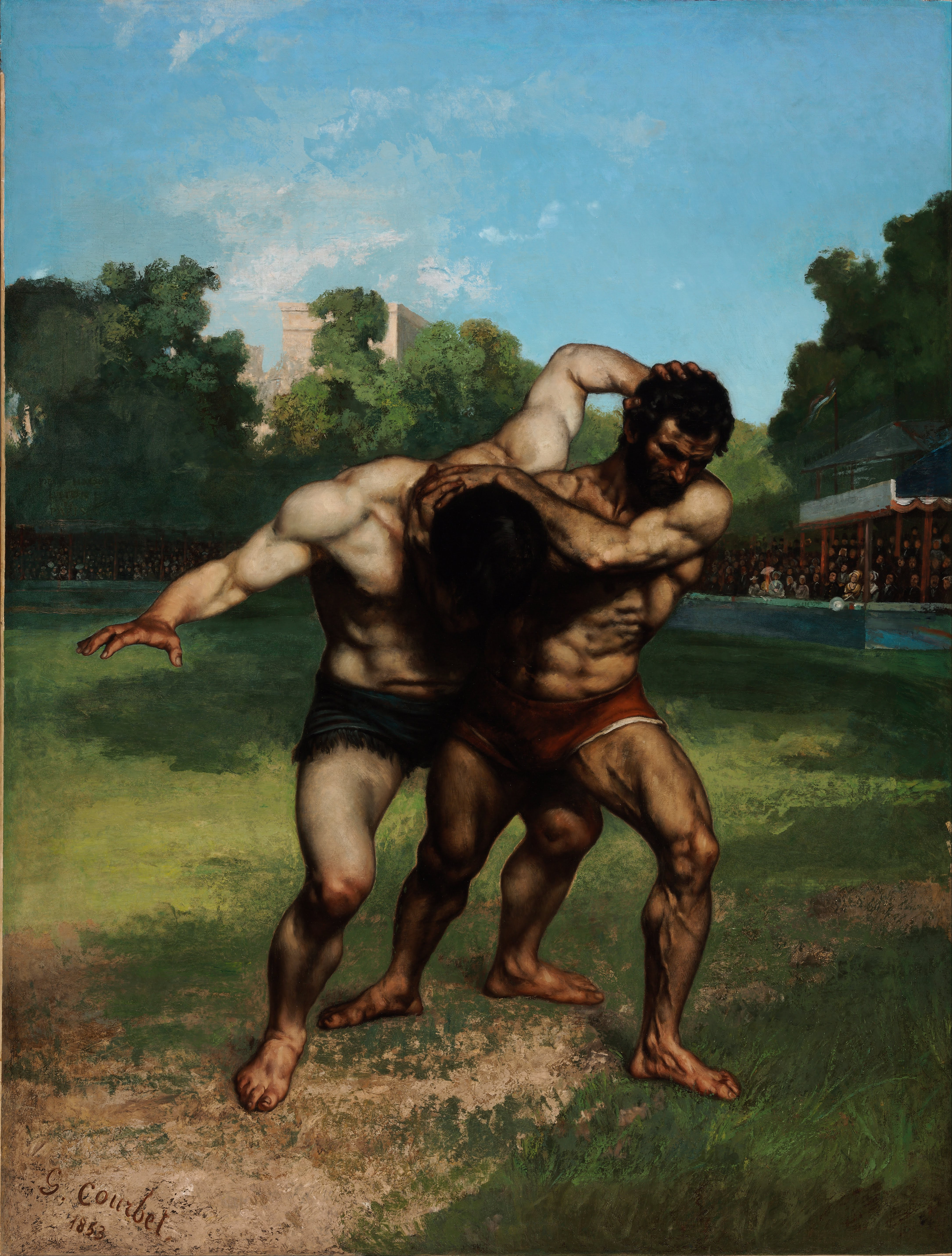
Gustave Courbet, Zápasníci, 1853
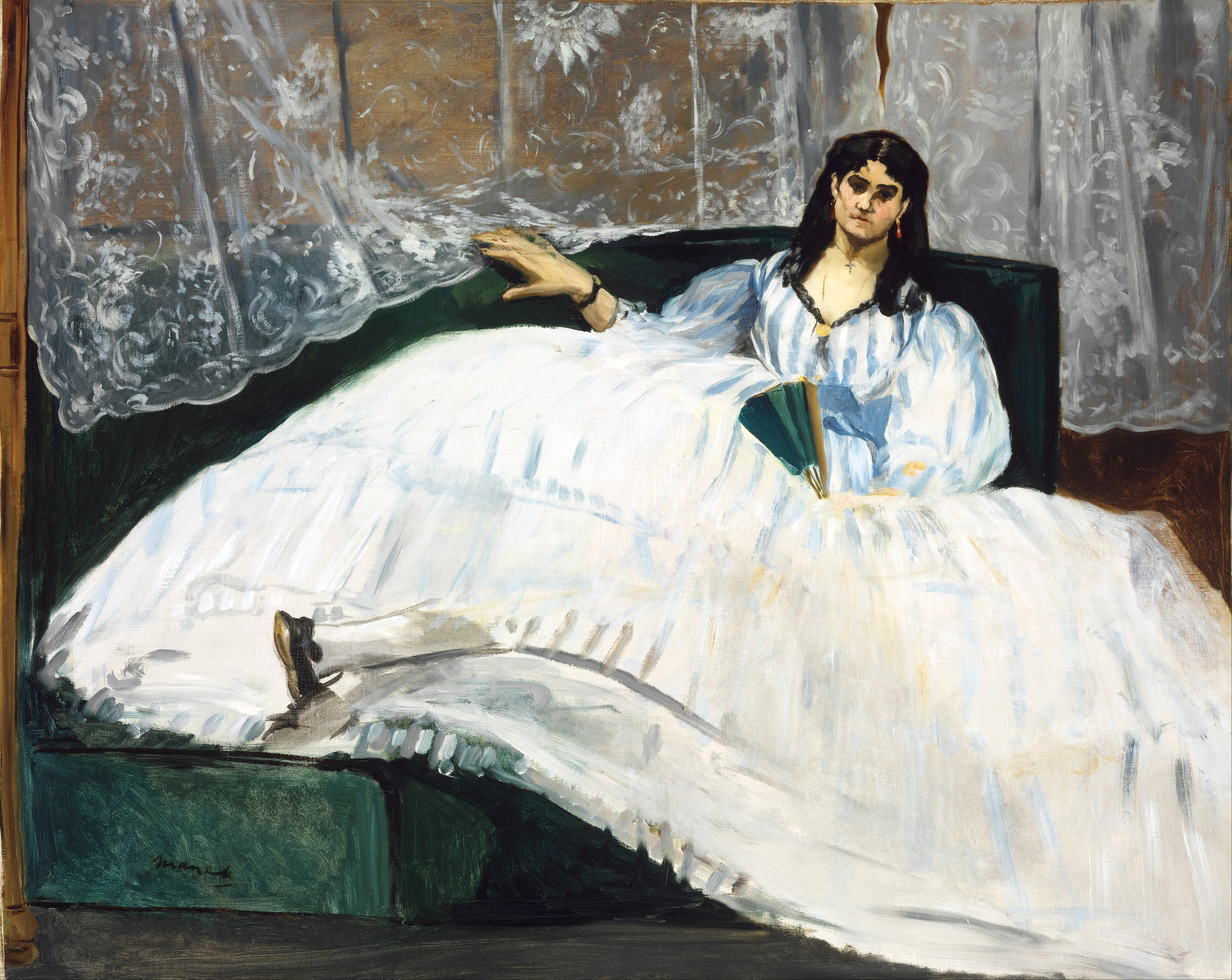
Édouard Manet, Žena s vějířem, 1862
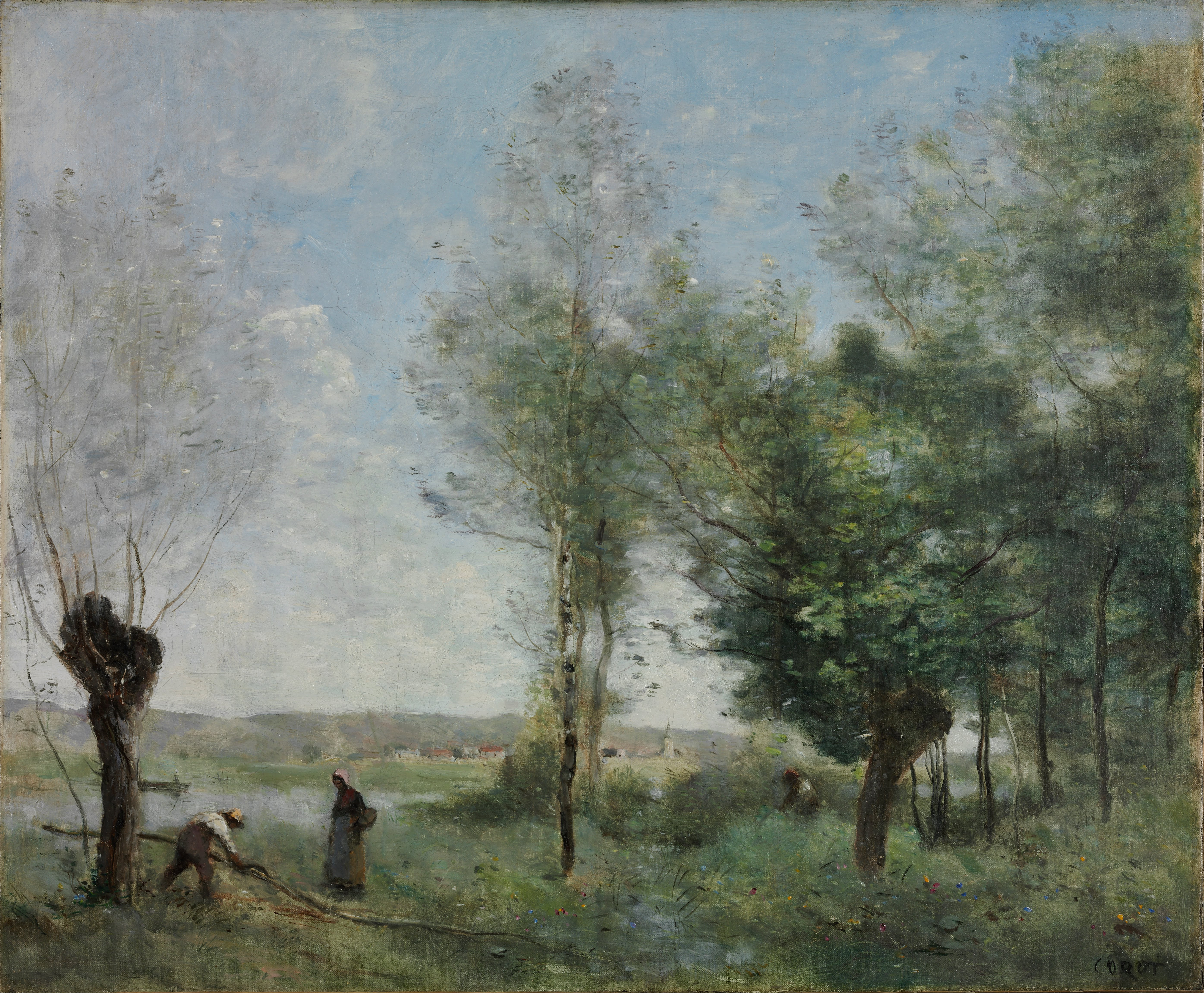
Camille Corot, Vzpomínka na Coubron, 1872
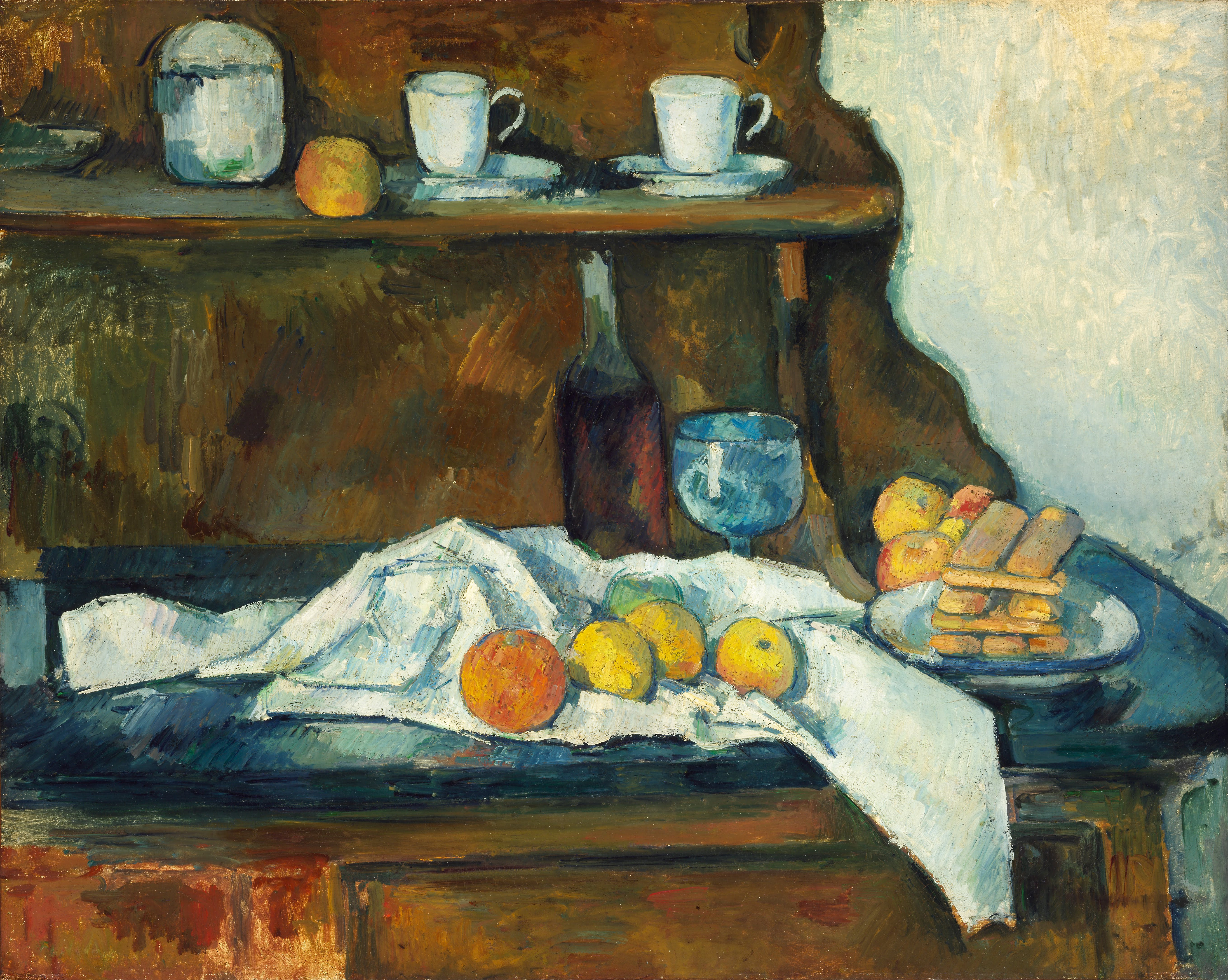
Paul Cézanne, Police s jídlem, 1877
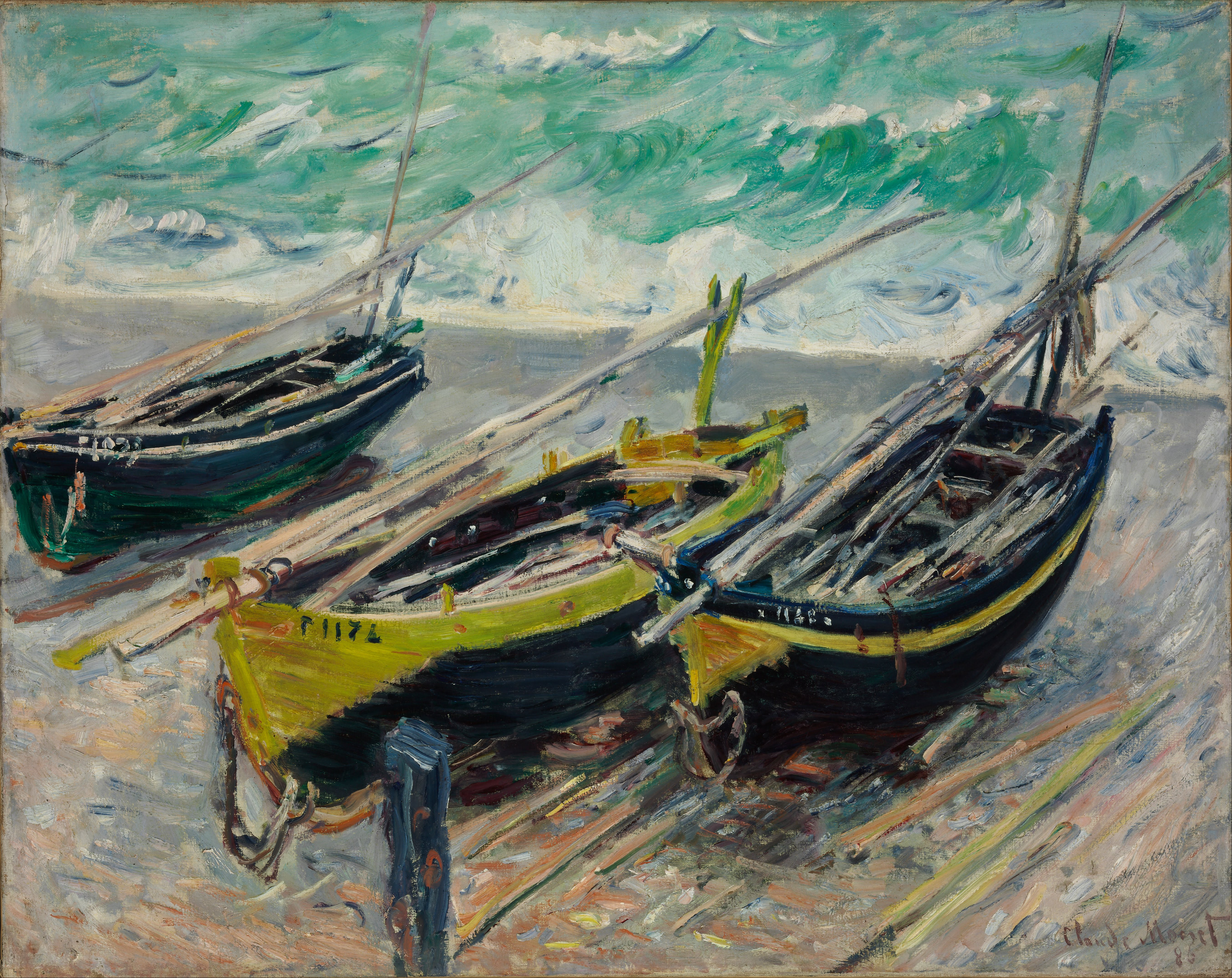
Claude Monet, Tři rybářské loďky, 1886
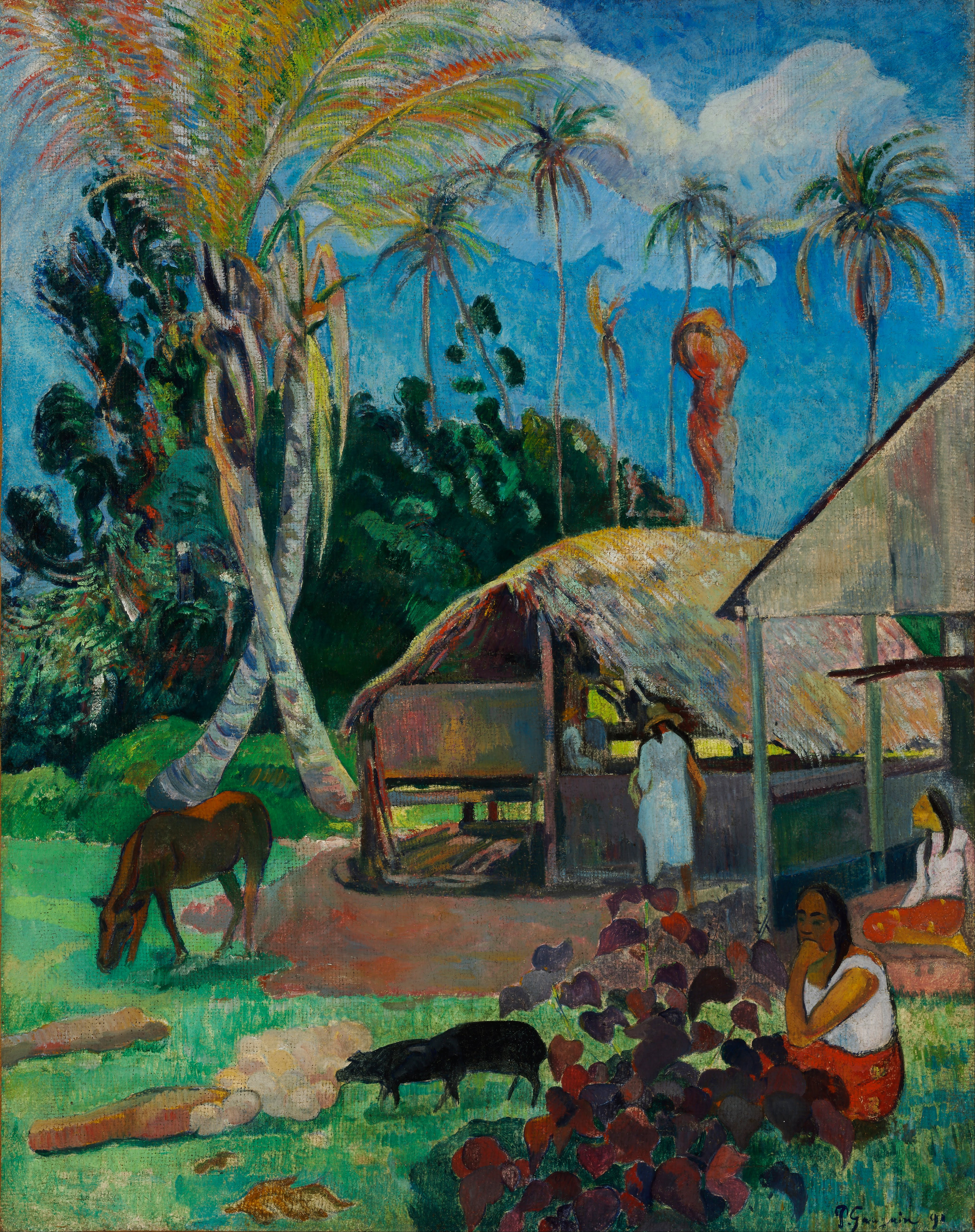
Paul Gauguin, Černí vepři, 1891
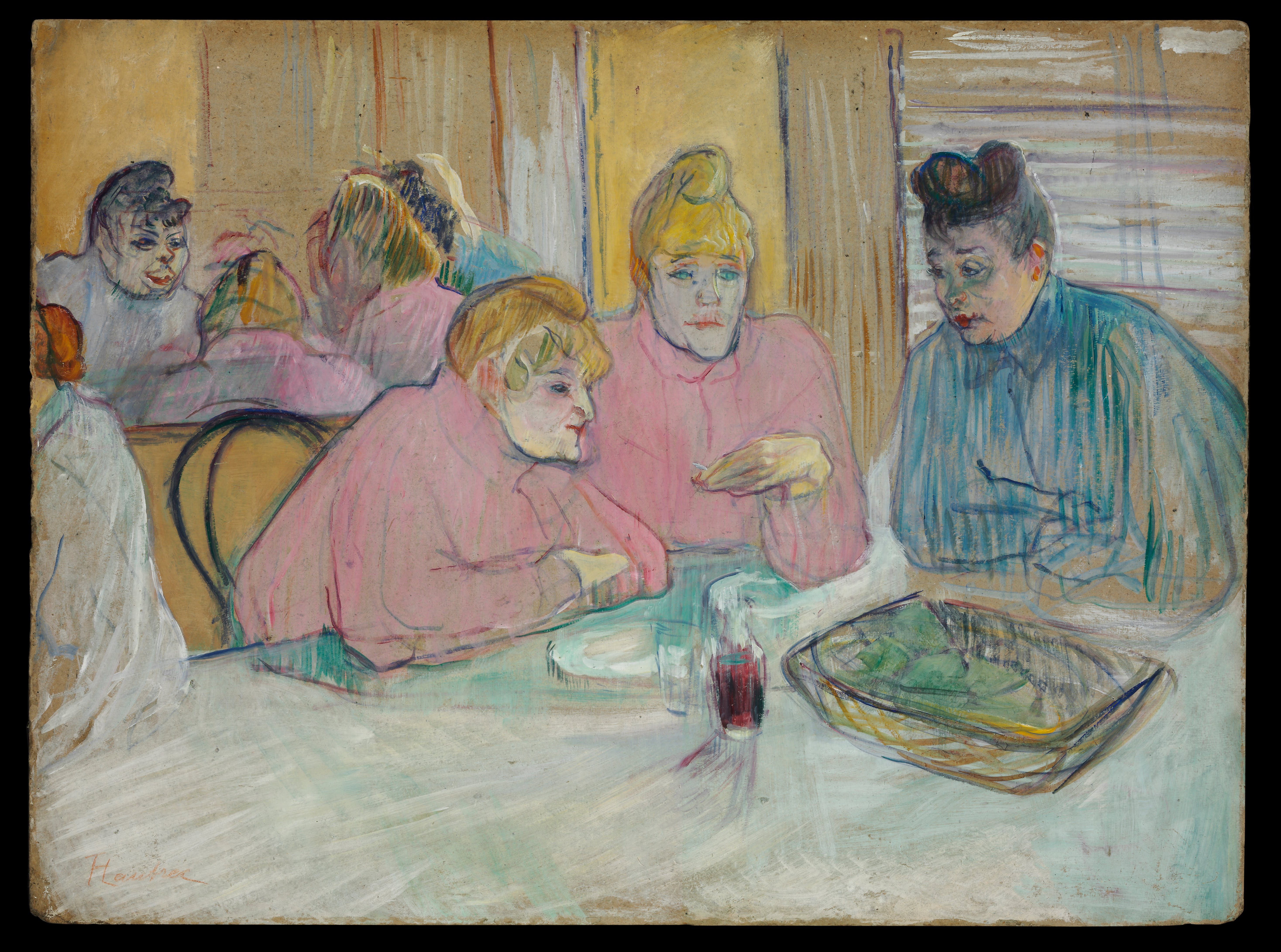
Henri de Toulouse-Lautrec, Dámy v jídelně, kolem 1895
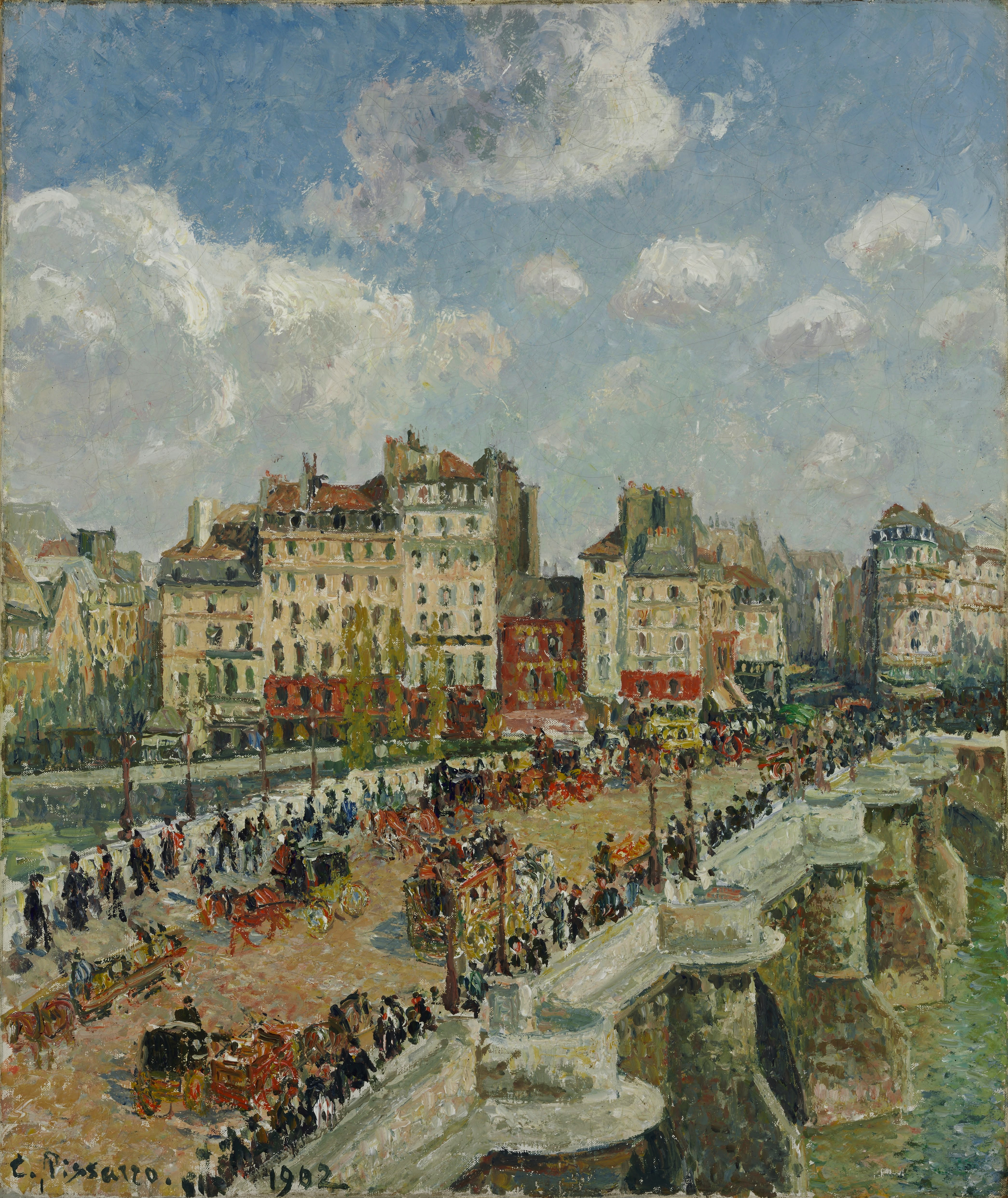
Camille Pissarro, Pont-Neuf v Paříži, 1902